# Ythan

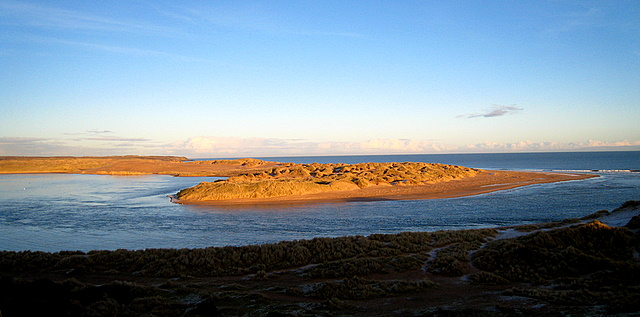

Le Ythan, prononcé : /ˈaɪθən/, est une rivière dans le nord-est de l'Écosse prenant sa source à Wells of Ythan près du village de Ythanwells et coulant vers le sud-est à travers les villes de Fyvie, Methlick et Ellon avant de se jeter dans la mer du Nord près de Newburgh, dans le Formartine. Le nom est censé provenir d'un mot picte d'origine celtique signifiant ajoncs.
La partie inférieure de la rivière est connue sous le nom de l'Estuaire du Ythan, une zone de protection spéciale, c'est en particulier la zone de reproduction de trois espèces de sterne (sterne pierragrin, sterne naine et sterne caugek) (Lumina, 2004).
La rivière Ythan a une longueur de 60 km et un bassin versant de 680 km2 . Le débit est évalué entre 6 m3/s   et 7,2 m3/s.